# Hebreeuwse genitief
De Hebreeuwse genitief, ook wel superlativus pluralis genoemd, is een manier om in het Hebreeuws een overtreffende trap aan te geven. Er wordt een constructie gebruikt die (letterlijk vertaald) neerkomt op grote der groten of grote van de groten, waar in het Nederlands grootste of allergrootste gebruikt zou worden.
Wanneer deze constructie in het Nederlands (en andere Europese talen) gebruikt wordt, geldt zij gewoonlijk als een hebraïsme. Vooral via Bijbelteksten in oudere vertalingen is de Hebreeuwse genitief toch deel geworden van het Nederlandse taaleigen.

## Overtreffende trap
Het Nederlands heeft voor de overtreffende trap de uitgang -st, zoals in 'heiligst', maar het Hebreeuws kent geen vergelijkbare constructie. In deze Semitische taal zijn er verschillende manieren om uit te drukken dat iets of iemand het grootst, het kleinst, het machtigst of in andere opzichten onvergelijkbaar is. Een daarvan is de Hebreeuwse genitief. Hij bestaat uit een omschrijving met een enkelvoud gevolgd door een genitief meervoud van hetzelfde woord, bijvoorbeeld het lied der liederen voor 'het ultieme lied' of 'het hoogste lied' of 'het prachtigste lied' of 'het heiligste lied'. Uit dit voorbeeld blijkt al dat uit deze constructie niet altijd af te leiden is in welk opzicht iets overtreffend is. Het Bijbelboek dat met deze titel aangeduid wordt, staat in het Nederlands bekend als Hooglied.

## In de Statenvertaling
Deze leenvertaling komt in de Statenbijbel op veel plaatsen voor, mede doordat de vertalers dicht bij de grondtekst wilden blijven. In moderne vertalingen naar Europese talen wordt dit als een hebraïsme beschouwd en vermeden.
Voorbeelden uit de Statenvertaling (SV), met een indicatie van gekozen vertalingen in de Nieuwe Bijbelvertaling (NBV):
1. SV: het Heilige der Heiligen. NBV: het allerheiligste.[1]
2. SV: ijdelheid der ijdelheden. NBV: lucht en leegte.[2]
3. SV: Hemel der hemelen. NBV: hoogste hemel.[3]
4. SV: Heere der heren. NBV: de hoogste Heer; de oppermachtige Heer; Hoogste Heer en koning.[4]

## In de Nieuwe Bijbelvertaling
In principe heeft de Nieuwe Bijbelvertaling de Hebreeuwse genitief vervangen door Nederlandse zinsconstructies, maar er zijn enkele gevallen die moeilijkheden geven bij vertaling en interpretatie.
Een Koning der Koningen kan opgevat worden als een grote koning, maar ook als een koning die over koningen regeert. Een overeenkomstige moeilijkheid is er bij  God der goden. Bij deze twee zinsneden heeft de NBV de Hebreeuwse genitief meerdere keren gehandhaafd.
In de Statenvertaling komt de aanduiding God der goden zes keer voor. De NBV heeft de grondtekst eenmaal vertaald als de hoogste God en eenmaal als de allerhoogste God, maar in de andere gevallen dezelfde keuze gemaakt als de Statenvertaling.
De zinsnede Koning der Koningen komt in drie oudtestamentische teksten voor, ten aanzien van Artaxerxes I en tweemaal ten aanzien van Nebukadnezar II. De Hebreeuwse genitief is hier gehandhaafd. De drie nieuwtestamentische passages die in de Statenvertaling weergegeven worden als Koning der Koningen, zijn niet op een Hebreeuwse, maar op een Griekse grondtekst gebaseerd. Er kan dus geen sprake zijn van een Hebreeuwse genitief. Verder wordt hier geen menselijke koning bedoeld, maar een figuur in een visioen of voorspelling. NBV vertaalt deze passages als hoogste koning.

## Hebreeuwse genitief in hedendaags Nederlands
In de Nederlandse taal is dit hebraïsme productief geworden, getuige voorbeelden als de tocht der tochten (vooral de Elfstedentocht), de koers der koersen (in de wielersport en de paardensport) en de ramp der rampen.